# Oulipo
Oulipo sau OuLiPo este un acronim pentru Ouvroir de littérature potentielle (în franceză Atelier de literatură potențială), reprezentând un grup de amatori de literatură și de matematicieni, în cea mai mare parte francezi, care se autodefinesc ca fiind niște "șobolani care își construiesc ei înșiși labirintul din care își propun să iasă". Această definiție îi este atribuită lui Raymond Queneau,. În franceză, termenul Ouvroir este definit de Le Petit Robert ca "Atelier de caritate, în care persoane benevole fac lucrări în folosul celor nevoiași".
OuLiPo se autodefinește în primul rând prin ceea ce nu este:
- Nu este o mișcare literară;
- Nu este un seminar științific;
- Nu este literatură aleatorie.

Cu toate că François Le Lionnais, fondatorul Oulipo, a avut foarte devreme ideea creării unui „institut universal al potențialității”, filialele Ou – X – Po nu au luat ființă decât mult mai târziu: OuLiPoPo (Atelierul de Literatură Polițistă Potențială), în 1973, OuPeinPo (Atelierul de Pictură Potențială), în 1980, OuTraPo (Aletierul de traducere Potențială), în 1991, OuBaPo (Atelierul de Benzi Desenate), în 1992, OuPhoPo (Atelierul de Fotografie Potențială), în 2015. OuMuPo (Atelierul de Muzică Potențială și OuCuiPo (Atelierul de Bucătărie Potențială au avut existențe efemere. Oulipo a fost înființat în 1960 de matematicianul François Le Lionnais, având drept co-fondator pe poetul Raymond Queneau. Atelierul a fost numit pentru început Sélitex (Séminaire de Littérature Expérimentale = Seminar de literatură experimentală), apoi Olipo, pentru a-și găsi numele definitiv în 13 februarie 1961, datorită unuia din membrii săi, Albert-Marie Schmidt.
Membrii OuLiPo se întâlnesc cu regularitate pentru a reflecta asupra noțiunii de "constrângere" și pentru a născoci noi structuri destinate a încuraja creația. Primul președinte al OuLiPo a fost François Le Lionnais, urmat de Noël Arnaud. Actualul președinte este Paul Fournel.

## Prezentare
Acest grup cuprinde scriitori, între care cei mai celebri sunt Raymond Queneau, Italo Calvino și Georges Perec, dar și personalități cu o dublă competență, precum  matematicianul, artistul și scriitorul Claude Berge (cel care a dezvoltat Teoria grafurilor). Considerând că constrângerile artistice voluntare formale reprezintă un puternic stimulent pentru imaginație, Oulipo și-a fixat și-a fixat două direcții de lucru sau două abordări:
- abordarea sintetică (oulipismul sintetic, în fr. synthoulipisme), care constă în inventarea și experimentarea de noi constrângeri literare, eventual cu câte un exemplu de text pentru fiecare propunere;
- abordarea analitică (oulipismul analitic, în fr. anoulipisme), care constă în căutarea celor care sunt numiți, cu umor, "plagiatori prin anticipare", adică un recensământ al tuturor scriitorilor care au lucrat pe bază de constrângeri, mai mult sau mai puțin conștient, încă înainte de crearea Oulipo.

Cercertările în domeniul oulipismului sintetic reprezintă fațeta cea mai cunoscută de marele public, și în același timp cea mai spectaculoasă. Sunt celebre metode precum "metoda S plus n", (care își are sursa în "metoda S+7", pusă la punct de scriitorul Jean Lescure în 1961), literatura combinatorie, pe baza căreia Raymond Queneau a scris Cent Mille Milliards de Poèmes (O sută de mii de miliarde de poeme), dar și poemele booleene, bazate pe algebra booleană, sau acele "poeme cu mtamorfoză pentru Banda lui Möbius".
Cercertările în domeniul oulipismului analitic sunt în curs. Rezultatele acestor cercetări au apărut în primele lucrări colective ale grupului, La Littérature potentielle (Gallimard, col. Idées, 1973) și Atlas de littérature potentielle (Gallimard, col. Idées, 1981), precum și în « Histoire du lipogramme » de Georges Perec (Istoria lipogramei, în care lipograma desemnează un text căruia i s-a aplicat constrângerea de a nu cuprinde o anumită literă sau anumite litere ale alfabetului). Cea mai lungă lipogramă este romanul La Disparition, scris de Georges Perec în 1969, care nu conține, nici măcar o dată, litera "e".
Între "plagiatorii cu anticipație" cei mai importanți se regăsesc poeții de limbă franceză din Renaștere (în Franța, a doua jumătate a secolului al XV-lea – prima jumătate a secolului al XVI-lea), denumiți peiorativ "grands rhétoriqueurs" (marii retoricieni sau marii retori, mai târziu, în secolul al XIX-lea). Aceștia au experimentat mult folosirea posibilităților oferite de limbă: jocuri de cuvinte, tehnici literale și constrângeri de tip Oulipo, cum ar fi poeme-cuvinte încrucișate, ce puteau fi citite în toate sensurile.

## Înființarea
În Parisul anilor de după Al Doilea Război Mondial, François Le Lionnais, inginer chimist, matematician și scriitor și Raymond Queneau, scriitor și amator de matematici, se întâlnesc cu ocazia pregătirii pentru publicare a lucrării Marile curente ale gândirii matematice (în fr. Grands courants de la pensée mathématique), care urma să apară în 1948. Deveniți prieteni, cei doi încep să se întâlnească cu regularitate, discutând subiecte variate, de la Conjectura lui Goldbach la prințesa Sei Shonagon.
În 1960, Raymond Queneau l-a rugat pe François Le Lionnais să scrie o postfață la cartea sa Cent mille milliards de poèmes. Cu această ocazie, François Le Lionnais îi propune lui Raymond Queneau să creze "un atelier sau seminar de literatură experimentală, în care să se abordeze de manieră științifică ceea ce ne lăsaseră să presimțim trubadurii, marii retoricieni, Raymond Roussel, formaliștii ruși și alții ."
În septembrie 1960, la Cerisy-la-Salle a fost organizată o Decadă Queneau, ocazie cu care s-au întâlnit viitorii membri fondatori ai OuLiPo (cel puțin cei care încă nu se cunoșteau). În noiembrie grupul s-a organizat oficial, în cursul unei mese la restaurantul "Au Vrai Gascon". Întrucât organizatorul întâlnirii fondatoare fusese François Le Lionnais, i s-a atribuit titlul onorific de „Freședinte-Pondator” (în fr. Frésident-Pondateur).
Cu toate acestea, nu trebuie subestimat rolul lui Raymond Queneau în calitate de cofondator. Însuși François Le Lionnais îl recunoaște, lăudând "bogăția erudiției", "finețea analizei" și "pertinența intervențiilor" sale.. În plus, trecutul său în grupul suprarealist, dar mai ales ruptura de acesta, par să fi influențat puternic principiile de bază ale OuLiPo la începuturile sale. Într-adevăr, a treia parte a anti-definiției atelierului (prezentată la începutul articolului), insistă asupra caracterului nealeatoriu al literaturii potențiale. Această idee provine de la Queneau. El este cel care, cu mult înainte de înființarea grupului, teoretiza o opoziție fundamentală între "hazardul pur" și "hazardul născut din constrângere".
Prin urmare, contradicția, paradoxul sau chiar tensiunea ce ar putea fi observate între libertate și constrângere nu reprezintă decât o aparență. Ceea ce Raymond Queneau nu suportă nu este incertitudinea în sine, ci incertitudinea născută din hazard. 
Această practică a "antihazardului" este o moștenire de la Queneau, devenită un adevărat leitmotiv oulipian, care face parte din orice tentativă de definire a conceptului de "literatură potențială":

### Ședințele
Grupul se întâlnește o dată pe lună în privat și într-o joi pe lună într-un loc public. Pentru început, în 1996, locul de întâlnire public a fost la Musée d'Art naïf Max Fourny - Halle Saint Pierre, apoi la Amphi24, la Campus de Jussieu, la Forum des images, pentru ca, după 2005, întâlnirea să aibă loc în sala marea a Bibliothèque François-Mitterrand.

### Membrii fondatori
- Albert-Marie Schmidt (1901-1966)
- Latis (alias Emmanuel Peillet, Sandomir, și Jean-Hugues Sainmont) (1913-1973)
- Raymond Queneau (1903-1976)
- François Le Lionnais (1901-1984)
- Jean Queval (1913-1990)
- Jacques Bens (1931-2001)
- Claude Berge (1926-2002)
- Noël Arnaud (1919-2003)
- Jean Lescure (1912-2005)
- Jacques Duchateau (1931-)

### Pentru a deveni membru
Se poate deveni membru al Oulipo; pentru aceasta trebuie să fii cooptat. Un membru nou trebuie să fie ales în unanimitate, cu condiția să nu fi cerut niciodată să devină membru al Oulipo. Fiecare nou "cooptat" este liber să refuze intrarea în grup (acest refuz fiind definitiv) dar, odată ales, nu poate demisiona, singura metodă de a părăsi grupul fiind sinuciderea în prezența a cel puțin doi grefieri.
Membrii rămân oulipieni chiar și după deces, absența lor la ședințe fiind consemnată prin formula consacrată: "absență motivată prin deces".
Membri ai Oulipo în viață :
Michèle Audin (n. 1954), Valérie Beaudouin (n. 1968), Eduardo Berti (n. 1964), Bernard Cerquiglini (1947), Frédéric Forte (n. 1973), Paul Fournel (n. 1947), Anne F. Garréta (n. 1962), Jacques JOUET (n. 1947), Hervé Le Tellier (n. 1957), Étienne Lécroart (n. 1960), Daniel Levin Becker (n. 1984), Pablo Martín Sánchez (n. 1977), Clémentine Mélois (n. 1980), Michèle Métail (n. 1950), Ian Monk (n. 1960), Jacques Roubaud (n. 1932), Olivier Salon (n. 1955). = 17
Membri ai Oulipo decedați
Noël Arnaud (n. 1919 – d. 2003), Jacques Bens (n. 1931 – d. 2001), Claude Berge (n. 1926 – d. 2002), André Blavier (n. 1922 – d. 2001), Paul Braffort (n. 1923 – d. 2018), Italo Calvino (n. 1923 – d. 1985), François Caradec (n. 1924 – d. 2008), Ross Chambers (n. 1932 – d. 2017), Stanley Chapman (n. 1925 – d. 2009), Marcel Duchamp (n. 1887 – d. 1968), Jacques Duchateau (n. 1929 – d. 2017), Jean Lescure (n. 1912 – d. 2005), Luc Etienne (n. 1908 – d. 1984), Michelle Grangaud (n. 1941 – d. 2022), Latis (Emmanuel Peillet) (n. 1913 – d. 1973), François Le Lionnais (n. 1901– d. 1984), Harry Mathews (n. 1930 – d. 2017), Oskar Pastior (n. 1927 – d. 2006), Georges Perec (n. 1936 – d. 1982), Raymond Queneau (n. 1903 – d. 1976), Jean Queval (n. 1913 – d. 1990), Pierre Rosenstiehl (n. 1933 – d. 2020), Albert-Marie Schmidt (n. 1901 – d. 1966)

### Președinți
- François Le Lionnais de la început până în 1984, cu titlul de « Frésident-Pondateur » (Freședinte fondator);
- Noël Arnaud (1984-2003) ;
- Paul Fournel (2003-2019)
- Hervé Le Tellier (din 2019)

## Cărți

### Publicații colective ale OuLiPo
- La Littérature potentielle (1973)
- Atlas de littérature potentielle (1981)

ambele scrise sub numele colectiv de « Oulipo », fiind publicate întâi în colecția "Idées" a editurii Gallimard, apoi reeditate în Folio essais.
- Abrégé de littérature potentielle, Éditions Mille et une nuits, n°379.
- Maudits, Éditions Mille et une nuits, n°419.
- Pièces détachées, Éditions Mille et une nuits.

toate trei scrise sub numele colectiv de « Oulipo ».
- La Bibliothèque oulipienne la Seghers, apoi la Castor Astral, care cuprinde fasciculele publicate de Oulipieni pentru prietenii lor, în numai 150 de exemplare numerotate, sub numele de La Bibliothèque Oulipienne.
- Moments oulipiens la Castor Astral, culegere de scurte anecdote și refleții, prezentate de oulipieni.
- Genèse de l'Oulipo, care reunește procesele verbale ale primelor ședințe ale grupului, din 1960 până în 1963, publicate de oulipianul Jacques Bens, la Castor Astral.
- Un eseu, Esthétique de l'Oulipo, publicat de oulipianul Hervé Le Tellier la Castor Astral.
- O antologie, Anthologie de l'Oulipo, în colecția "Poésie" a editurii Gallimard (2009).

Există și alte ateliere, cum ar fi atelierul de muzică potențială (Oumupo) și atelierul de bandă desenată potențială (OuBaPo), toate bazate pe principiul Ou-X-Po.

### Alte cărți oulipiene
De Georges Perec :
- La Vie mode d'emploi, Hachette Poche
- La Disparition, Denoël
- Les Revenentes, Julliard
- Penser / Classer, Hachette
- Je me souviens…, Hachette

De Raymond Queneau :
- Exercices de style, Folio
- Cent Mille Milliards de Poèmes, Gallimard
- Bâtons, chiffres et lettres, Gallimard

De Italo Calvino :
- Le Château des destins croisés, Point-Seuil
- Si par une nuit d'hiver un voyageur, Le Seuil.

De Jacques Roubaud :
- La Belle Hortense, Seuil Points.
- Quelque chose noir, Gallimard.

De Jacques Jouet :
- Romillats], Seghers.

De Paul Fournel :
- Toi qui connais du monde, Gallimard.

De Georges Perec, Harry Mathews și Oskar Pastior :
- 35 Variations sur un thème de Marcel Proust, Le Castor Astral.

De Hervé Le Tellier :
- Le Voleur de nostalgie, Seghers, Le Castor Astral.

De Michelle Grangaud :
- 'État civil, P.O.L.

De Ian Monk :
- Plouk town], Cambourakis.

De Anne F. Garréta :
- La décomposition, Grasset.

De Frédéric Forte :
- Opéras-minute, Théâtre Typographique.